# Campionati mondiali di nuoto in vasca corta 2024 - Staffetta mista 4x50 metri stile libero
La gara della staffetta 4x50 metri stile libero dei campionati mondiali di nuoto in vasca corta 2024 si è svolta il 13 dicembre 2024 presso la Duna Aréna di Budapest.

## Podio
| Pos.    | Nazione | Atleta                                                                           |
| ------- | ------- | -------------------------------------------------------------------------------- |
| Oro     | Italia  | Leonardo Deplano Alessandro Miressi Silvia Di Pietro Sara Curtis Lorenzo Zazzeri |
| Argento | Canada  | Ilya Kharun Yuri Kisil Ingrid Wilm Mary-Sophie Harvey Finlay Knox Penny Oleksiak |
| Bronzo  | Polonia | Piotr Ludwiczak Kamil Sieradzki Kornelia Fiedkiewicz Katarzyna Wasick            |

## Record
Prima della manifestazione il record del mondo (RM) e il record dei campionati (RC) erano i seguenti.
|  | 1'27"33 | Francia | 16 dicembre 2022 Melbourne |
|  | 1'27"33 | Francia | 16 dicembre 2022 Melbourne |

Durante la competizione non sono stati migliorati record.

## Programma
| Data             | Ora   | Turno    |
| ---------------- | ----- | -------- |
| 13 dicembre 2024 | 9:02  | Batterie |
| 13 dicembre 2024 | 17:32 | Finale   |

## Risultati

### Batterie
| Pos. | Batteria | Corsia | Nazione         | Atleta | Tempo        | Note |
| ---- | -------- | ------ | --------------- | --- | ------------ | ---- |
| 1    | 5        | 4      | Italia          | Leonardo Deplano (21"08) Lorenzo Zazzeri (21"25) Silvia Di Pietro (23"71) Sara Curtis (23"42)                                       | 1'29"46      | Q    |
| 2    | 5        | 3      | NAB             | Dmitrii Zhavoronkov (21"63) Pavel Samusenko (20"56) Alina Gaifutdinova (24"09) Daria Trofimova (23"66)                              | 1'29"94      | Q    |
| 3    | 3        | 6      | Polonia         | Piotr Ludwiczak (21"34) Kamil Sieradzki (21"27) Kornelia Fiedkiewicz (24"07) Katarzyna Wasick (23"46)                               | 1'30"14      | Q    |
| 4    | 2        | 8      | Canada          | Finlay Knox (21"69) Yuri Kisil (20"65) Penny Oleksiak (24"10) Mary-Sophie Harvey (23"79)                                            | 1'30"23      | Q    |
| 5    | 4        | 4      | Paesi Bassi     | Nyls Korstanje (21"21) Thomas Verhoeven (21"69) Maaike de Waard (23"76) Milou Van Wijk (23"87)                                      | 1'30"53      | Q    |
| 6    | 4        | 3      | Norvegia        | Bjoernar Laskerud (21"28) Nicholas Lia (21"17) Mari Moen (24"02) Hedda Oritsland (24"42)                                            | 1'30"89      | Q    |
| 7    | 4        | 8      | Hong Kong       | Ian Yentou Ho (21"13) Ralph Yat Ho Koo (21"73) Siobhán Haughey (23"87) Li Sum Yiu (24"21)                                           | 1'30"94      | Q    |
| 8    | 5        | 5      | Slovacchia      | Matej Duša (21"55) Tibor Tistan (21"18) Teresa Ivan (24"19) Lillian Slusna (24"08)                                                  | 1'31"00      | Q    |
| 9    | 3        | 3      | Stati Uniti     | Michael Andrew (21"27) Matt King (21"23) Claire Weinstein (24"49) Alex Shackell (24"09)                                             | 1'31"08      |      |
| 10   | 2        | 4      | Giappone        | Masahiro Kawane (21"50) Kaiya Seki (21"12) Yume Jinno (24"10) Mizuki Hirai (24"37)                                                  | 1'31"09      |      |
| 11   | 4        | 7      | Germania        | Artem Selin (21"76) Martin Wrede (21"49) Nina Jazy (23"97) Nele Schulze (24"04)                                                     | 1'31"26      |      |
| 12   | 1        | 4      | Spagna          | Sergio de Celis Montalban (21"63) Nacho Campos Beas (21"34) Carmen Weiler Sastre (24"41) Maria Daza Garcia (24"26)                  | 1'31"64      |      |
| 13   | 4        | 5      | Svezia          | Robin Hanson (21"61) Elias Persson (21"53) Klara Thormalm (24"47) Sofia Aastedt (24"44)                                             | 1'32"05      |      |
| 14   | 3        | 4      | Ungheria        | Benedek Andor (22"36) Boldizsar Magda (21"26) Kiara Pozvai (24"29) Petra Senánszky (24"22)                                          | 1'32"13      |      |
| 15   | 3        | 8      | Corea del Sud   | Kim Jihun (21"66) Ji Yuchan (20"90) Jeong Soeun (25"09) Hur Yeonkyung (24"52)                                                       | 1'32"17      |      |
| 16   | 5        | 8      | Nuova Zelanda   | Jack Hendy (22"04) Hugo Wrathall (22"09) Zoe Pedersen (24"34) Emma Godwin (24"27)                                                   | 1'32"74      |      |
| 17   | 2        | 7      | Sudafrica       | Christopher Smith (21"80) Kris Mihaylov (22"44) Caitlin De Lange (24"42) Jessica Thompson (24"61)                                   | 1'33"27      |      |
| 18   | 1        | 6      | Cina            | Zhao Jiayue (22"13) Jiang Chenglin (22"30) Liu Shuhan (24"20) Xie Ziqi (24"66)                                                      | 1'33"29      |      |
| 19   | 5        | 1      | Islanda         | Simon Statkevicius (22"04) Gudmundur Leo Rafnsson (22"61) Johanna Elin Gudmundsdottir (25"16) Snaefridur Sol Jorunnardottir (24"31) | 1'34"12      |      |
| 20   | 1        | 5      | Perù            | Anthony Puertas (22"62) Rafael Ponce (22"06) Alexia Sotomayor (25"80) Rafaela Fernandini (25"48)                                    | 1'35"96      |      |
| 21   | 1        | 3      | Uganda          | Tendo Kaumi (23"75) Tendo Mukalazi (22"76) Gloria Anna Muzito (24"74) Kirabo Namutebi (24"75)                                       | 1'36"00      |      |
| 22   | 2        | 5      | Thailandia      | Pongpanod Trithan (22"99) Surasit Thongdeang (22"88) Jinjutha Pholjamjumrus (26"74) Jenjira Srisa-Ard (24"31)                       | 1'36"92      |      |
| 23   | 5        | 2      | Kenya           | Haniel Kudwoli (23"70) Sara Mose (25"16) Imara Bella Patricia Thorpe (25"53) Stephen Nyoike (23"14)                                 | 1'37"53      |      |
| 24   | 2        | 3      | Rep. Dominicana | Josué Domínguez (23"01) Elizabeth Jimenez (26"08) Darielys Ortiz (26"77) Javier Núñez (21"99)                                       | 1'37"85      |      |
| 25   | 2        | 6      | Giamaica        | Sidrell Williams (23"86) Nathaniel Thomas (22"22) Jessica Calderbank (26"77) Leanna Wainwright (26"66)                              | 1'39"51      |      |
| 26   | 2        | 1      | Namibia         | Oliver Durand (23"01) Molina Smalley (27"48) Jessica Humphrey (26"98) Ronan Wantenaar (22"21)                                       | 1'39"68      |      |
| 27   | 5        | 6      | Samoa           | Kokoro Frost (23"39) Hector Langkilde (22"36) Kaiya Brown (27"73) Paige Schendelaar-Kemp (26"28)                                    | 1'39"76      |      |
| 28   | 4        | 1      | Albania         | Grisi Koxhaku (22"41) Kaltra Meca (28"26) Stella Gjoka (27"85) Reidi Resuli (22"73)                                                 | 1'41"25      |      |
| 29   | 1        | 2      | Corea del Nord  | Kim Ryong Hyon (24"47) Kim Sol Song (25"88) Pak Mi Song (25"62) Kim Won Ju (25"56)                                                  | 1'41"53      |      |
| 30   | 5        | 7      | Madagascar      | Baritiana Andriampenomanana (26"23) Jonathan Raharvel (24"66) Idealy Tendrinavalona (27"39) Antsa Rabejaona (26"06)                 | 1'44"34      |      |
| DSQ  | 2        | 2      | Maldive         | Mohamed Aan Hussain (23"45) Hamna Ahmed (30"10) Meral Ayn Latheef (28"77) Mohamed Rihan Shiham                                      | Squalificati |      |
| DSQ  | 4        | 6      | Kazakistan      | Gleb Kovaleyna (21"76) Adilbek Mussin (21"39) Sofia Spodarenko Xeniya Ignatova                                                      | Squalificati |      |
| DNS  | 4        | 2      | Australia       | Non partiti |              |      |

### Finale
| Pos.    | Corsia | Nazione     | Atleta                                                                                                | Tempo   | Note |
| ------- | ------ | ----------- | --- | ------- | ---- |
| Oro     | 4      | Italia      | Leonardo Deplano (20"80) Alessandro Miressi (21"01) Silvia Di Pietro (23"35) Sara Curtis (23"34)      | 1'28"50 |      |
| Argento | 6      | Canada      | Ilya Kharun (20"80) Yuri Kisil (20"57) Ingrid Wilm (23"72) Mary-Sophie Harvey (23"51)                 | 1'28"60 |      |
| Bronzo  | 3      | Polonia     | Piotr Ludwiczak (21"31) Kamil Sieradzki (20"89) Kornelia Fiedkiewicz (23"70) Katarzyna Wasick (22"90) | 1'28"80 |      |
| 4       | 5      | NAB         | Egor Kornev (20"88) Roman Shevliakov (21"22) Arina Surkova (23"04) Daria Trofimova (23"81)            | 1'28"95 |      |
| 5       | 2      | Paesi Bassi | Nyls Korstanje (21"10) Thomas Verhoeven (21"37) Maaike de Waard (23"77) Milou Van Wijk (23"62)        | 1'29"86 |      |
| 6       | 8      | Slovacchia  | Matej Duša (21"24) Tibor Tistan (21"18) Teresa Ivan (23"91) Lillian Slusna (24"03)                    | 1'30"36 |      |
| 7       | 1      | Hong Kong   | Ian Yentou Ho (21"08) Ralph Yat Ho Koo (21"80) Siobhán Haughey (23"52) Li Sum Yiu (24"00)             | 1'30"40 |      |
| 8       | 7      | Norvegia    | Bjoernar Laskerud (21"27) Nicholas Lia (21"02) Mari Moen (24"21) Hedda Oritsland (24"47)              | 1'30"97 |      |